# ダビド・デ・ヘア
ダビド・デ・ヘア・キンターナ（David de Gea Quintana、1990年11月7日 - ）は、スペイン・マドリード出身のサッカー選手。ACFフィオレンティーナ所属。ポジションはゴールキーパー。元スペイン代表。

## クラブ経歴

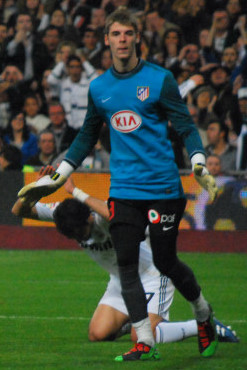
アトレティコ・マドリード在籍時のデ・ヘア

### アトレティコ・マドリード
10歳の時にアトレティコ・マドリードの下部組織に入団し、各カテゴリーを昇格していった。2007年にセグンダ・ディビシオンB（3部）のアトレティコ・マドリードBに昇格してプロ契約を交わした。2009年夏、トップチームの正GKであるセルヒオ・アセンホがFIFA U-20ワールドカップに参加するためにクラブを離脱。代役を務めるロベルト・ヒメネスの控えとしてトップチームに招集された。9月30日、UEFAチャンピオンズリーグのFCポルト戦(0-2)に先発出場したロベルトが26分に肉離れを起こして負傷退場したため、急遽交代出場してトップチームデビューを果たした。この試合では2点を許して敗れたが、10月3日のレアル・サラゴサ戦でプリメーラ・ディビシオン（1部）デビュー。19分にPKで失点したものの、その後はマルコ・バビッチのシュートを防いで名誉挽回し、チームは2点を挙げて逆転勝利した。その後、ワールドカップから戻った正GKのアセンホは幾度も致命的なミスを犯し、キケ・サンチェス・フローレス監督によってレギュラーに据えられた。
2009-10シーズンにはアスレティック・ビルバオ戦とバレンシアCF戦の2試合でマン・オブ・ザ・マッチに選ばれた。UEFAヨーロッパリーグでは8試合に出場し、決勝のフラムFC戦では失点を1点に抑えて優勝した。2010年8月27日のUEFAスーパーカップ・インテル戦ではディエゴ・ミリートのPKを止めるなどして完封し2-0で勝利してタイトルを獲得した。2010-11シーズンも絶対的な守護神としてリーグ戦全試合にフル出場した。
マンチェスター・ユナイテッドへの移籍が決まると、アトレティコのファンに向けてアトレティコの公式ホームページで、「カルデロンで名前が呼ばれることが夢だった子供の僕を、ファンの皆が誇りに思えるような活躍を見せる。」「どんなエンブレムを身につけても、僕の心はその感情とともにある。そして、いつの日か僕のホームに必ず帰る。」とメッセージを送った。

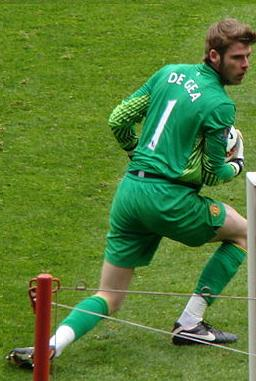
マンチェスター・ユナイテッドに移籍したデ・ヘア

### マンチェスター・ユナイテッド
2011年6月27日にプレミアリーグのマンチェスター・ユナイテッドFCのメディカルチェックを受け、6月29日に5年契約を交わした。7月23日、シカゴ・ファイアーとのプレシーズンマッチ(3-1)でマンUでの初出場を飾った。8月7日、FAコミュニティ・シールドのマンチェスター・シティFC戦(3-2)で公式戦デビューした。前半に2点を失ったが、後半に3点を奪って逆転勝利した。コミュニティ・シールドの1週間後、開幕のウェスト・ブロムウィッチ・アルビオンFC戦でプレミアリーグデビューし、シェーン・ロングのなんでもないシュートを後逸して失点したが、チームは2-1で勝利した。WBA戦の翌節のトッテナム・ホットスパーFC戦(3-0)でオールド・トラッフォードデビューし、何度かの決定機を防いで移籍後初のクリーンシートを達成した。トッテナム戦の6日後のアーセナル戦ではロビン・ファン・ペルシのPKを防いだ。その後も何度かファン・ペルシーとアンドレイ・アルシャビンのシュートをセーブし、強豪相手の8-2という大勝につなげた。9月18日のチェルシーFC戦では印象的なセーブを何度も見せ、特にラミレスが空のゴールにシュートした場面では体全体を投げ出してゴールを阻止した。続くストーク・シティFC戦(1-1)でも2度の美しいセーブを見せ、急速なパフォーマンス改善を印象付けた。9月27日、UEFAチャンピオンズリーグのFCバーゼル戦(3-3)では、同大会において自身初の先発出場を果たした。10月23日に行われたマンチェスター・シティとのマンチェスター・ダービーでは、1955年以降のホームゲームで6失点を喫した。その後はアンデルス・リンデゴーアとの併用となったが最終的には29試合に出場した。
2015年8月31日、かねてから移籍が噂されていたレアル・マドリードへの移籍合意が報道されたが、移籍や選手登録に必要な書類を移籍期限内に提出することが出来ずに破談となった。この件については両クラブが互いの不手際を指摘し、非難し合う事態となった。シーズン中の対応に注目が集まったが9月11日、マンチェスター・ユナイテッドとの4年間の契約延長に合意した。2013-14シーズンから2015-16シーズンまで、3季連続でチーム内のシーズンMVPに選ばれた。
2017年4月、今シーズンのパフォーマンスが認められ、プレミアリーグ年間ベストイレブンに選ばれた。翌2018年4月にも、自身5度目となるベストイレブンにマンチェスター・ユナイテッドで唯一選ばれた。
2019年2月24日、リヴァプールFC戦でプレミアリーグ通算100試合目となるクリーンシートを達成。同リーグ史上7人目、マンチェスター・ユナイテッドにおいてはピーター・シュマイケルに次ぎ2人目の達成となる。2020年2月1日プレミアリーグ第25節ウルヴァーハンプトン・ワンダラーズ戦でマンチェスター・ユナイテッドの選手としては史上8人目のプレミアリーグ300試合出場を達成した。
2020-21シーズンのヨーロッパリーグ決勝、ヴィジャレアル戦では延長PK戦で11人目のキッカーを務めたがこれを外し、チームはタイトルを逃した、またこのPK戦でも相手のキックを1本も止めることが出来ず、これで40回連続でPKストップ無しとなった。同年はシェフィールド・ユナイテッドから復帰したイングランド代表ディーン・ヘンダーソンが一時レギュラーに定着したこともあり、自身の出場は26試合に留まった。
2022-23シーズンからは開幕戦からスタメンに定着。2月のレスター・シティ戦では好守もあり、レスターを無得点に抑えた。これにより通算180回目のクリーンシートを記録したこととなり、シュマイケルの記録に並んだ。3月5日に行われたリヴァプール戦にてデ・ヘアは先発。しかし終始相手にペースを握られ0-7で敗戦、ユナイテッドは約92年ぶりに7点差での敗北を記録した。
マンチェスター・ユナイテッドとの契約が2022-23シーズンで満了となるため、シーズン中より契約延長の話し合いが進められていたが、7月8日に12年間所属した同クラブを退団することを表明した。

### フィオレンティーナ
マンチェスター・ユナイテッド退団後、1年間無所属が続いたが、2024年8月9日にACFフィオレンティーナに加入した。

## 代表経歴

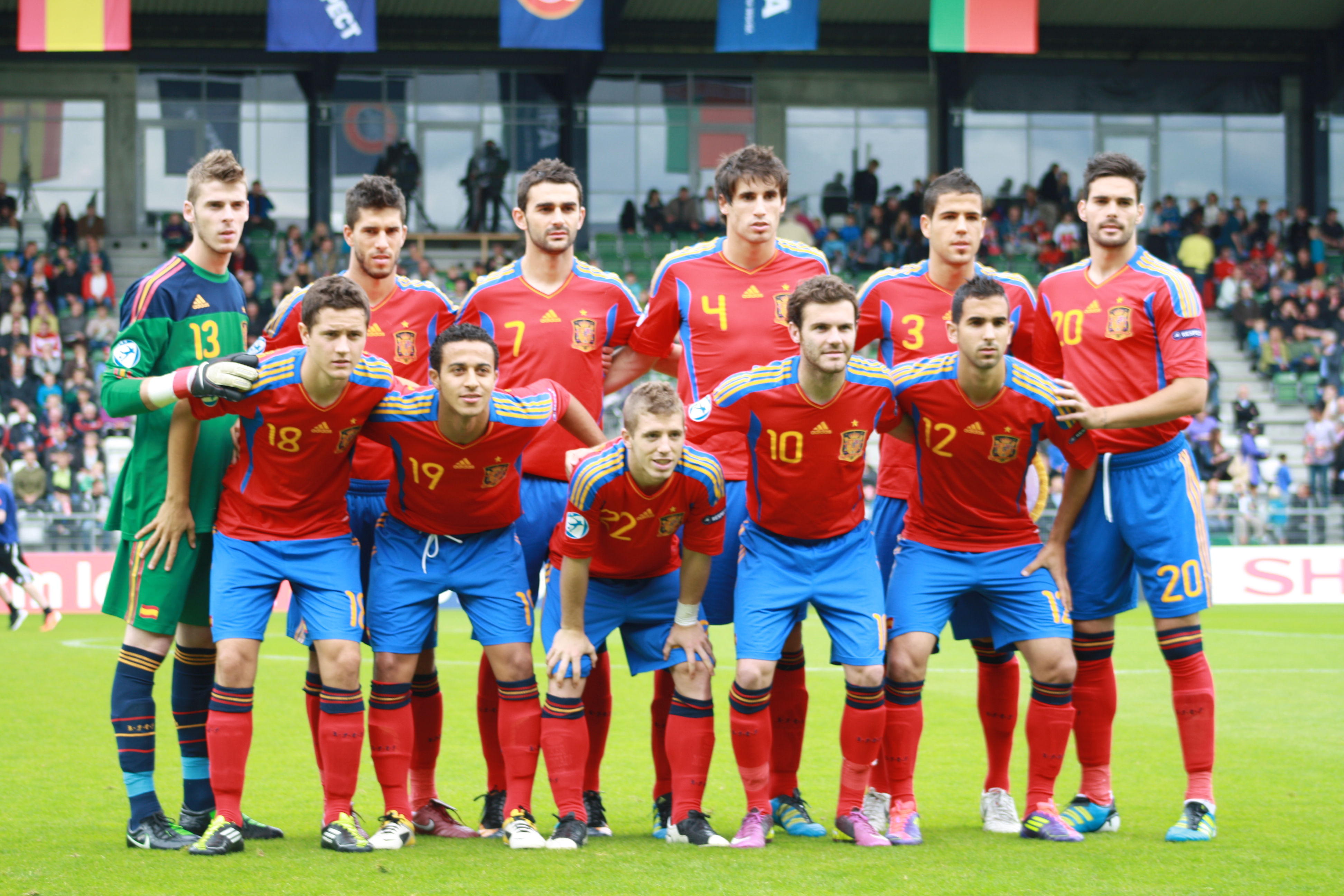
UEFA U-21欧州選手権でのデ・ヘア（2列目左端）

### 世代別代表
2007年にはU-17スペイン代表としてUEFA U-17欧州選手権2007に出場して優勝し、同年のFIFA U-17ワールドカップでは準優勝した。2011年にはU-21スペイン代表としてUEFA U-21欧州選手権に出場して優勝した。

### A代表
2010年5月10日、ビセンテ・デル・ボスケ監督によって2010 FIFAワールドカップのスペイン代表候補30人に選出され、スペインA代表初招集となったが、本大会に出場する23人からは外れた。2014年6月7日に行われたエルサルバドル代表との親善試合でA代表初出場を果たした。これまで正ゴールキーパーであったイケル・カシージャスが代表に選ばれなくなると、デ・ヘアは代表の正ゴールキーパーとなった。2018年のロシアW杯一次リーグ初戦ポルトガル戦ではクリスティアーノ・ロナウドのシュートをハンブルしゴールを許した。この後も低調なパフォーマンスに終始し、英Whoscored.comなどではワースト11にゴールキーパーとして選出されることとなった。2021年5月21日、UEFA EURO 2020を戦うスペイン代表24人に選出された。しかし若手で新守護神のウナイ・シモンが全試合に先発したため、自身の出場は0で大会を終えた。
2022年に開催されたカタールW杯ではシモンやロベルト・サンチェスらの台頭によりスペイン代表の登録メンバー26名から外れた。　

## エピソード
- 2011年9月30日、マンチェスター郊外のスーパーマーケット『テスコ』で、クリスピー・クリーム・ドーナツの定番商品『オリジナル・グレーズド』1個を盗み警備員に呼び止められたことが報じられた[37]。その件に関して、「車に財布を忘れ、取りに戻ろうとしたのが勘違いされた」と弁明した[38]。

- スペイン人歌手のエドゥルネ（英語版）と交際している[39]。2021年3月5日から数日、彼女との間の第一子誕生の為に公式戦を欠場した[40]。2023年7月1日にメノルカ島で結婚式を挙げた[41]。

- 音楽はヘヴィメタルを好み、マンチェスターで行われたスリップノットやアヴェンジド・セヴンフォールドといったバンドのコンサートに足を運んだことがある[42]。

## 個人成績
2024年9月1日時点
| クラブ                       | シーズン | リーグ         | リーグ戦 | リーグ戦 | カップ戦 | カップ戦 | リーグ杯 | リーグ杯 | 国際大会 | 国際大会 | その他 | その他 | 合計 | 合計 |
| クラブ                       | シーズン | リーグ         | 出場     | 得点     | 出場     | 得点     | 出場     | 得点     | 出場     | 得点     | 出場   | 得点   | 出場 | 得点 |
| ---------------------------- | -------- | -------------- | -------- | -------- | -------- | -------- | -------- | -------- | -------- | -------- | ------ | ------ | ---- | ---- |
| アトレティコ・マドリード     | 2009-10  | プリメーラ     | 19       | 0        | 7        | 0        | –        | –        | 9        | 0        | –      | –      | 35   | 0    |
| アトレティコ・マドリード     | 2010-11  | プリメーラ     | 38       | 0        | 5        | 0        | –        | –        | 5        | 0        | 1      | 0      | 49   | 0    |
| アトレティコ・マドリード     | 通算     | 通算           | 57       | 0        | 12       | 0        | –        | –        | 14       | 0        | 1      | 0      | 84   | 0    |
| マンチェスター・ユナイテッド | 2011-12  | プレミアリーグ | 29       | 0        | 1        | 0        | 0        | 0        | 8        | 0        | 1      | 0      | 39   | 0    |
| マンチェスター・ユナイテッド | 2012-13  | プレミアリーグ | 28       | 0        | 5        | 0        | 1        | 0        | 7        | 0        | 0      | 0      | 41   | 0    |
| マンチェスター・ユナイテッド | 2013-14  | プレミアリーグ | 37       | 0        | 0        | 0        | 4        | 0        | 10       | 0        | 1      | 0      | 52   | 0    |
| マンチェスター・ユナイテッド | 2014-15  | プレミアリーグ | 37       | 0        | 5        | 0        | 1        | 0        | -        | -        | 0      | 0      | 43   | 0    |
| マンチェスター・ユナイテッド | 2015–16  | プレミアリーグ | 34       | 0        | 6        | 0        | 1        | 0        | 8        | 0        | 0      | 0      | 49   | 0    |
| マンチェスター・ユナイテッド | 2016–17  | プレミアリーグ | 35       | 0        | 1        | 0        | 5        | 0        | 3        | 0        | 1      | 0      | 45   | 0    |
| マンチェスター・ユナイテッド | 2017–18  | プレミアリーグ | 37       | 0        | 2        | 0        | 0        | 0        | 6        | 0        | 1      | 0      | 46   | 0    |
| マンチェスター・ユナイテッド | 2018–19  | プレミアリーグ | 38       | 0        | 0        | 0        | 0        | 0        | 9        | 0        | 0      | 0      | 47   | 0    |
| マンチェスター・ユナイテッド | 2019-20  | プレミアリーグ | 38       | 0        | 1        | 0        | 2        | 0        | 1        | 0        | 0      | 0      | 42   | 0    |
| マンチェスター・ユナイテッド | 2020-21  | プレミアリーグ | 26       | 0        | 0        | 0        | 0        | 0        | 10       | 0        | 0      | 0      | 36   | 0    |
| マンチェスター・ユナイテッド | 2021-22  | プレミアリーグ | 38       | 0        | 0        | 0        | 0        | 0        | 7        | 0        | 0      | 0      | 45   | 0    |
| マンチェスター・ユナイテッド | 2022-23  | プレミアリーグ | 38       | 0        | 0        | 0        | 2        | 0        | 12       | 0        | 0      | 0      | 52   | 0    |
| フィオレンティーナ           | 2024-25  | セリエA        |          |          |          |          |          |          |          |          |        |        |      |      |
| 通算                         | 通算     | 通算           | 415      | 0        | 21       | 0        | 16       | 0        | 81       | 0        | 4      | 0      | 537  | 0    |
| 総通算                       | 総通算   | 総通算         | 472      | 0        | 33       | 0        | 16       | 0        | 95       | 0        | 5      | 0      | 621  | 0    |

| クラブ                    | シーズン | リーグ    | リーグ戦 | リーグ戦 | 合計 | 合計 |
| クラブ                    | シーズン | リーグ    | 出場     | 得点     | 出場 | 得点 |
| ------------------------- | -------- | --------- | -------- | -------- | ---- | ---- |
| アトレティコ・マドリードB | 2008-09  | セグンダB | 35       | 0        | 35   | 0    |
| 総通算                    | 総通算   | 総通算    | 35       | 0        | 35   | 0    |

## 代表歴

### 出場大会
- U-17スペイン代表
  - 2007年 - UEFA U-17欧州選手権2007 (優勝)
- U-21スペイン代表
  - 2011年 - UEFA U-21欧州選手権2011 (優勝)
  - 2013年 - UEFA U-21欧州選手権2013 (優勝)
- U-23スペイン代表
  - 2012年 - ロンドンオリンピック (グループリーグ敗退)
- スペイン代表
  - 2014年 - 2014 FIFAワールドカップ (グループリーグ敗退)
  - 2016年 - UEFA EURO 2016（ベスト16）
  - 2018年 - 2018 FIFAワールドカップ（ベスト16）
  - 2018年 - UEFAネーションズリーグ2018-19
  - 2020年 - UEFA EURO 2020

### 試合数
- 国際Aマッチ 45試合 0得点（2014年-2020年）[43]

| スペイン代表 | 国際Aマッチ | 国際Aマッチ |
| 年           | 出場        | 得点        |
| ------------ | ----------- | ----------- |
| 2014         | 3           | 0           |
| 2015         | 4           | 0           |
| 2016         | 11          | 0           |
| 2017         | 7           | 0           |
| 2018         | 13          | 0           |
| 2019         | 3           | 0           |
| 2020         | 4           | 0           |
| 通算         | 45          | 0           |

## タイトル

### クラブ
アトレティコ・マドリード
- UEFAヨーロッパリーグ：2009-10
- UEFAスーパーカップ：2010

マンチェスター・ユナイテッドFC
- プレミアリーグ：2012-13
- FAカップ：2015-16
- EFLカップ：2016-17, 2022-23
- FAコミュニティ・シールド：3回 (2011, 2013, 2016)
- UEFAヨーロッパリーグ：2016-17

### 代表
U-17スペイン代表
- UEFA U-17欧州選手権：2007
- FIFA U-17ワールドカップ：2007

U-21スペイン代表
- UEFA U-21欧州選手権：2回 (2011, 2013)

### 個人
- UEFA U-21欧州選手権 チーム・オブ・ザ・トーナメント：2011
- PFA年間ベストイレブン：5回 (2013, 2015, 2016, 2017, 2018)
- クラブ年間最優秀選手賞：3回 (2013-14, 2014-15, 2015-16)
- FIFproワールドイレブン：2018